# Чухонка (река)
Чухонка (с 1762 по XIX век — Чухонская речка) — река в Санкт-Петербурге на Крестовском острове в Петроградском районе в Приморском парке Победы.
Длина — около 1,4 км, ширина — 25-29 м.
Название Чухонская речка дано по финской (по-простонародному — чухонской) деревне, которая находилась на острове. С XIX века применяется текущее название.
До создания в 1952 году на берегах реки Приморского парка Победы, река протекала через Крестовский остров от Малой Невки до Средней Невки. При его строительстве низовья реки были засыпаны: создан пруд Мандолина (1-й Северный). Воды реки наполняют также пруды Крестовый и Кольцо в парке. Воды реки чистые. На берегах Чухонки расположена зона отдыха, через которую проложены 2-й и 3-й Парковые мосты. Чухонку по Второму Парковому мосту пересекает Крестовский проспект.